# タマユズ
タマユズ (Tamayuz) はフランスの競走馬、種牡馬。2008年のジャンプラ賞、ジャック・ル・マロワ賞の優勝馬である。

## 競走馬時代
2007年（2歳時）9月にデビューし勝利。続く一般戦も勝利し2007年はこの2戦にとどまる。
明けて2008年（3歳時）、G3フォンテンブロー賞から始動し、ここでも勝利を収め、プール・デッセ・デ・プーランに駒を進める。しかし馬群に沈み9着に終わる。立て直してジャンプラ賞に出走。ここではレイヴンズパスに競り勝ちG1初勝利を収める。古馬と初対戦となったジャック・ル・マロワ賞でもナタゴラ2馬身差以上をつけ以下に完勝した。続いてイギリスに遠征しクイーンエリザベス2世ステークスに出走。一時は先頭に躍り出るも、その後すぐに後続にかわされ4着に終わった。そしてこの競走を最後に競走馬を引退した。

### 競走成績
| 出走日     | 競馬場     | 競走名                       | 格 | 距離    | 着順 | 騎手       | 着差      | 1着（2着）馬     |
| ---------- | ---------- | ---------------------------- | -- | ------- | ---- | ---------- | --------- | ---------------- |
| 2007.09.09 | ロンシャン | 未出走戦                     |    | 芝1600m | 1着  | T.ジャルネ | クビ      | (Prospect Wells) |
| 2007.10.08 | シャンティ | 一般戦                       |    | 芝1600m | 1着  | D.ボニヤ   | 2 1/2馬身 | (Ransom Hope)    |
| 2008.04.13 | ロンシャン | フォンテンブロー賞           | G3 | 芝1600m | 1着  | D.ボニヤ   | アタマ    | (Murcielago)     |
| 2008.05.11 | ロンシャン | プール・デッセ・デ・プーラン | G1 | 芝1600m | 9着  | D.ボニヤ   | 1/2馬身   | Falco            |
| 2008.07.13 | シャンティ | ジャンプラ賞                 | G1 | 芝1600m | 1着  | D.ボニヤ   | 3/4馬身   | (Raven's Pass)   |
| 2008.08.17 | ドーヴィル | ジャック・ル・マロワ賞       | G1 | 芝1600m | 1着  | D.ボニヤ   | 2 1/2馬身 | Natagora         |
| 2008.09.27 | アスコット | クイーンエリザベス2世S       | G1 | 芝8f    | 4着  | D.ボニヤ   | 3馬身     | Raven's Pass     |

## 種牡馬時代
4歳となった2009年より種牡馬となり、アイルランドにあるデリンズタウンスタッドで繋養されている。初年度の種付け料は15000ユーロ。
初年度産駒は2012年にデビュー。日本に輸入されたマイネルエテルネルが小倉2歳ステークスを制して、産駒初のグレードレース制覇を達成している。
2022年11月に、種牡馬を引退することが発表された。

### 主な産駒
太字はG1競走を示す
- 2010年産
  - マイネルエテルネル - 小倉2歳ステークス
- 2011年産
  - G Force / ジーフォース - スプリントカップ
  - Blond Me / ブロンドミー - E.P.テイラーステークス
- 2014年産
  - Precieuse / プレシュウズ - プール・デッセ・デ・プーリッシュ、ハニーフォックスステークス
- 2019年産
  - Simca Mille / シムカミル - ベルリン大賞、ニエル賞

## 血統表
| タマユズの血統（ミスタープロスペクター系 / Native Dancer 5x5=6.25%） | タマユズの血統（ミスタープロスペクター系 / Native Dancer 5x5=6.25%） | タマユズの血統（ミスタープロスペクター系 / Native Dancer 5x5=6.25%） | （血統表の出典）  | （血統表の出典） |
| 父 Nayef 1998 鹿毛 アメリカ                                          | 父の父Gulch 1984 鹿毛 アメリカ                                       | Mr. Prospector                                                       | Raise a Native    | Raise a Native   |
| 父 Nayef 1998 鹿毛 アメリカ                                          | 父の父Gulch 1984 鹿毛 アメリカ                                       | Mr. Prospector                                                       | Gold Digger       |                  |
| 父 Nayef 1998 鹿毛 アメリカ                                          | 父の父Gulch 1984 鹿毛 アメリカ                                       | Jameela                                                              | Rambunctious      | Rambunctious     |
| 父 Nayef 1998 鹿毛 アメリカ                                          | 父の父Gulch 1984 鹿毛 アメリカ                                       | Jameela                                                              | Asbury Mary       |                  |
| 父 Nayef 1998 鹿毛 アメリカ                                          | 父の母Height of Fashion 1979 鹿毛 フランス                           | Bustino                                                              | Busted            | Busted           |
| 父 Nayef 1998 鹿毛 アメリカ                                          | 父の母Height of Fashion 1979 鹿毛 フランス                           | Bustino                                                              | Ship Yard         |                  |
| 父 Nayef 1998 鹿毛 アメリカ                                          | 父の母Height of Fashion 1979 鹿毛 フランス                           | Highclere                                                            | Queens Hussar     | Queens Hussar    |
| 父 Nayef 1998 鹿毛 アメリカ                                          | 父の母Height of Fashion 1979 鹿毛 フランス                           | Highclere                                                            | Highlight         |                  |
| 母 Al Ishq 1997 栗毛 フランス                                        | 母の父Nureyev 1977 鹿毛 アメリカ                                     | Northern Dancer                                                      | Nearctic          | Nearctic         |
| 母 Al Ishq 1997 栗毛 フランス                                        | 母の父Nureyev 1977 鹿毛 アメリカ                                     | Northern Dancer                                                      | Natalma           |                  |
| 母 Al Ishq 1997 栗毛 フランス                                        | 母の父Nureyev 1977 鹿毛 アメリカ                                     | Special                                                              | Forli             | Forli            |
| 母 Al Ishq 1997 栗毛 フランス                                        | 母の父Nureyev 1977 鹿毛 アメリカ                                     | Special                                                              | Thong             |                  |
| 母 Al Ishq 1997 栗毛 フランス                                        | 母の母Allez Les Trois 1991 栗毛 アメリカ                             | Riverman                                                             | Never Bend        | Never Bend       |
| 母 Al Ishq 1997 栗毛 フランス                                        | 母の母Allez Les Trois 1991 栗毛 アメリカ                             | Riverman                                                             | River Lady        |                  |
| 母 Al Ishq 1997 栗毛 フランス                                        | 母の母Allez Les Trois 1991 栗毛 アメリカ                             | Allegretta                                                           | Lombard           | Lombard          |
| 母 Al Ishq 1997 栗毛 フランス                                        | 母の母Allez Les Trois 1991 栗毛 アメリカ                             | Allegretta                                                           | Anatevka F-No.9-h |                  |

- 叔父にジョッケクルブ賞に勝ち、仏2歳リーディングサイアーとなったアナバーブルー。
- 半妹Thamaratの曾孫にドバイターフを勝ったファクトゥールシュヴァル。
- 祖母Allez Les Troisのきょうだいにアーバンシー、キングズベストがいる。